# Lịch sử hành chính Lai Châu
Lai Châu là một tỉnh thuộc vùng trung du và miền núi phía Bắc, miền Bắc Việt Nam. Phía bắc giáp tỉnh Vân Nam của Trung Quốc, phía nam giáp các tỉnh Điện Biên và Sơn La, phía đông giáp tỉnh Lào Cai, phía tây giáp tỉnh Điện Biên. Vào thời điểm hiện tại (năm 2025), tỉnh Lai Châu có 38 đơn vị hành chính cấp xã, gồm 36 xã và 02 phường.

## Giai đoạn 1945 - 1954

### Về phíaViệt Nam Dân chủ Cộng hòa
Năm 1948, tỉnh Lai Châu hợp nhất với tỉnh Sơn La thành liên tỉnh Sơn La - Lai Châu, hay còn được gọi là tỉnh Sơn Lai.
Từ ngày 12/1/1952, tỉnh Sơn Lai tách ra thành hai tỉnh Sơn La và Lai Châu theo nghị định của Thủ tướng Chính phủ.
Thời kỳ 1953-1955, khi chính quyền cách mạng tiếp quản thì tỉnh Lai Châu thuộc Khu Tây Bắc, tách khỏi Liên khu Việt Bắc.

### Về phíaQuốc gia Việt Nam
Năm 1948, Lai Châu thuộc Khu tự trị Thái trong Liên bang Đông Dương, đến năm 1950 thì gộp vào Hoàng triều Cương thổ của Quốc trưởng Bảo Đại.

## Giai đoạn 1954 - 1975
Năm 1955, tỉnh Lai Châu giải thể, 6 châu của tỉnh Lai Châu cũ (Mường Tè, Mường Lay, Sình Hồ, Điện Biên, Quỳnh Nhai, Tuần Giáo) trực thuộc Khu tự trị Thái Mèo. Cùng năm, thành lập châu Tủa Chùa gồm 8 xã, tách từ châu Mường Lay.
Năm 1962, đổi tên Khu tự trị Thái Mèo thành Khu tự trị Tây Bắc, đồng thời tái lập tỉnh Lai Châu, gồm 7 huyện: Mường Tè, Mường Lay, Sình Hồ (nay là Sìn Hồ), Điện Biên, Quỳnh Nhai, Tuần Giáo, Tủa Chùa. Đến cuối năm 1975, giải thể cấp Khu tự trị.
Năm 1965, thành lập thị trấn Tuần Giáo thuộc huyện Tuần Giáo.
Năm 1967, chia tách một số xã thuộc huyện Tuần Giáo.
Năm 1971, thành lập thị xã Lai Châu từ một phần huyện Mường Lay (từ năm 2004, thị xã Lai Châu nhập về tỉnh Điện Biên và từ năm 2005 đổi thành thị xã Mường Lay).
Năm 1975, chia tách và điều chỉnh địa giới một số xã thuộc huyện Điện Biên. Cùng năm, điều chỉnh địa giới huyện Than Uyên của tỉnh Hoàng Liên Sơn và huyện Phong Thổ của tỉnh Lai Châu.

## Giai đoạn 1975 - 2025

### Năm 1975: Quốc hội nướcViệt Nam Dân chủ Cộng hòakhóa V, Kỳ họp thứ 2
- Nghị quyết ngày 27 tháng 12 năm 1975 của Quốc hội nước Việt Nam Dân chủ Cộng hòa khóa V, Kỳ họp thứ 2[5] về việc cải tiến hệ thống các đơn vị hành chính:
- Khu tự trị Tây Bắc, tỉnh Lai Châu, tỉnh Nghĩa Lộ, tỉnh Sơn La

1. Nay bỏ cấp khu trong hệ thống các đơn vị hành chính của nước Việt Nam dân chủ cộng hòa.
2. Những quy định trong Hiến pháp nước Việt Nam dân chủ cộng hòa về cấp khu tự trị đều bãi bỏ.
3. Tính đến ngày 2 tháng 7 năm 1976, tỉnh Lai Châu có 8 đơn vị hành chính cấp huyện, bao gồm thị xã Lai Châu và 7 huyện: Điện Biên, Mường Lay, Mường Tè, Quỳnh Nhai, Sìn Hồ, Tuần Giáo, Tủa Chùa.

### Năm 1977: Quyết định số 328-CP
- Quyết định số 612-VP18[6] ngày 23 tháng 2 năm 1977 của Phủ Thủ tướng về việc thành lập thị trấn Mường Lay thuộc huyện Mường Lay; giải thể xã Tả Xử Chồ và thành lập thị trấn Sìn Hồ thuộc huyện Sìn Hồ, tỉnh Lai Châu:
- Huyện Mường Lay

1. Thành lập thị trấn Mường Lay thuộc huyện Mường Lay.

- Huyện Sìn Hồ

1. Thành lập thị trấn Sìn Hồ thuộc huyện huyện Sìn Hồ.
2. Giải thể xã Tả Xử Chồ thuộc huyện Sìn Hồ, tỉnh Lai Châu.

- Quyết định số 328-CP[7] ngày 15 tháng 12 năm 1977 của Hội đồng Chính phủ về việc sáp nhập các xã Mường Bảng, Sáng Nhè và Mường Đun của huyện Tuần Giáo, tỉnh Lai Châu vào huyện Tủa Chùa cùng tỉnh:
- Huyện Tuần Giáo, huyện Tủa Chùa

1. Sáp nhập xã Mường Bảng, xã Sáng Nhè và xã Mường Đun của huyện Tuần Giáo, tỉnh Lai Châu vào huyện Tủa Chùa cùng tỉnh.
2. Sáp nhập xóm Phảng Củ và xóm Háng Chưa của xã Sáng Nhè, huyện Tủa Chùa, tỉnh Lai Châu vào xã Phình Sáng, huyện Tuần Giáo cùng tỉnh.

### Năm 1981: Quyết định số 3-CP
- Quyết định số 3-CP[8] ngày 3 tháng 1 năm 1981 của Hội đồng Chính phủ về việc thống nhất tên gọi các đơn vị hành chính ở nội thành nội thị:

1. Từ nay ở nội thành, đơn vị hành chính cấp dưới trực tiếp của thành phố trực thuộc trung ương đều thống nhất gọi là quận; các đơn vị hành chính cơ sở ở nội thành, nội thị của các thành phố thuộc tỉnh, thị xã và quận gọi là phường.

### Năm 1987: Quyết định số 24-HĐBT
- Quyết định số 24-HĐBT[9] ngày 13 tháng 2 năm 1987 của Hội đồng Bộ trưởng về việc điều chỉnh địa giới hành chính một số xã và thị trấn của các huyện Điện Biên và Mường Tè thuộc tỉnh Lai Châu:
- Huyện Điện Biên

1. Tách 200 hécta diện tích đất tự nhiên của xã Thanh Minh để sáp nhập vào thị trấn Điện Biên; tách 165 hécta diện tích đất tự nhiên của của thị trấn Điện Biên để sáp nhập vào xã Thanh Xương.

- Huyện Mường Tè

1. Chia xã Bum Tở thành hai đơn vị hành chính lấy tên là xã Bum Tở và thị trấn Mường Tè (thị trấn huyện lỵ huyện Mường Tè).

### Năm 1988: Quyết định số 61-HĐBT
- Quyết định số 61-HĐBT[10] ngày 16 tháng 4 năm 1988 của Hội đồng Bộ trưởng về việc phân vạch địa giới hành chính một số xã của huyện Điện Biên thuộc tỉnh Lai Châu:
- Huyện Điện Biên

1. Chia xã Thanh Chăn thành hai xã lấy tên là xã Thanh Chăn và xã Thanh Hưng; tách bản Na Khếnh của xã Thanh Luông để sát nhập vào xã Thanh Hưng.

### Năm 1989: Quyết định số 1-HĐBT
- Quyết định số 1-HĐBT[11] ngày 2 tháng 1 năm 1989 của Hội đồng Bộ trưởng về việc thành lập thị trấn Tủa Chùa thuộc huyện Tủa Chùa, tỉnh Lai Châu:
- Huyện Tủa Chùa

1. Tách bản Cáp và bản Quỳnh Giáo của xã Mường Báng gồm 215 ha diện tích tự nhiên và 1.835 nhân khẩu, để thành lập thành lập thị trấn Tủa Chùa, huyện Tủa Chùa thuộc tỉnh Lai Châu.

### Năm 1991: Quyết định số 190/TCCP
- Quyết định số 190/TCCP[12] ngày 15 tháng 4 năm 1991 của Ban Tổ chức – Cán bộ Chính phủ về việc mở rộng thị trấn Tuần Giáo thuộc huyện Tuần Giáo, tỉnh Lai Châu:
- Huyện Tuần Giáo

1. Mở rộng thị trấn Tuần Giáo thuộc huyện Tuần Giáo, tỉnh Lai Châu trên cơ sở: tách 730 ha diện tích tự nhiên và 1.063 nhân khẩu của xã Quài Cang (gồm các bản Tấu, Nong, Chiềng Chung thuộc hợp tác xã Chiềng Nong và phần đất phía nam của xã) để sáp nhập vào thị trấn Tuần Giáo.

### Năm 1992: Quyết định số 130-HĐBT
- Quyết định số 130-HĐBT[13] ngày 18 tháng 4 năm 1992 của Hội đồng Bộ trưởng về thành lập thị xã Điện Biên Phủ thuộc tỉnh Lai Châu và di chuyển tỉnh lỵ Lai Châu về thị xã Điện Biên Phủ:
- Huyện Điện Biên, thị xã Điện Biên Phủ, thị xã Lai Châu

1. Nay thành lập thị xã Điện Biên Phủ thuộc tỉnh Lai Châu trên cơ sở thị trấn Điện Biên và xã Thanh Minh (thuộc huyện Điện Biên) để di chuyển địa điểm tỉnh lỵ từ thị xã Lai Châu về thị xã Điện Biên Phủ.
2. Sau khi phân vạch và điều chỉnh địa giới:
  1. Thị xã Điện Biên Phủ có 6335,5 ha diện tích tự nhiên và 25.000 nhân khẩu.
  2. Huyện Điện Biên còn 307.573,5 ha diện tích tự nhiên và 110.183 nhân khẩu, bao gồm 30 xã, thị trấn là các xã: Mường Nói, Thanh Nưa, Na Ủ, Mường Pồn, Thanh Xương, Na Son, Nà Tấu, Chiềng Sơ, Phình Giàng, Xa Dung, Háng Lìa, Sam Mứn, Mường Nhà, Keo Lôm, Thanh Yên, Noong Luống, Núa Ngam, Luân Giới, Phì Nhừ, Mường Mơn, Pa Thơm, Pù Nhi, Mường Phăng, Mường Luân, Noong Hẹt, Thanh An, Thanh Chăn, Thanh Luông, Thanh Hưng và thị trấn Nông trường Điện Biên.

### Năm 1993: Nghị định số 78-CP
- Nghị định số 78-CP[14] ngày 20 tháng 10 năm 1993 của Chính phủ về việc phân vạch lại địa giới xã, phường thuộc thị xã Điện Biên Phủ, tỉnh Lai Châu:
- Thị xã Điện Biên Phủ

1. Thành lập phường Mường Thanh trên cơ sở toàn bộ diện tích và dân số của thị trấn Điện Biên (cũ).
2. Tách 451,67 ha diện tích tự nhiên với 3.107 nhân khẩu của xã Thanh Minh để thành lập phường Him Lam.
3. Thành lập xã Noong Bua trên cơ sở 2.055,83 ha diện tích tự nhiên với 3.017 nhân khẩu xã Thanh Minh.

### Năm 1995: Nghị định số 59/CP
- Nghị định số 59/CP[15] ngày 7 tháng 10 năm 1995 của Chính phủ về việc chia huyện Điện Biên thuộc tỉnh Lai Châu:
- Huyện Điện Biên, huyện Điện Biên Đông

1. Nay chia huyện Điện Biên thuộc tỉnh Lai Châu thành hai huyện Điện Biên và huyện Điện Biên Đông.
  1. Huyện Điện Biên có diện tích tự nhiên 180.161 hécta và 97.709 nhân khẩu gồm các xã: Mường Mươn, Mường Pồn, Nà Tấu, Mường Phăng, Thanh Nưa, Thanh Luông, Thanh Chăn, Thanh Hưng, Thanh Xương, Thanh An, Thanh Yên, Noong Hẹt, Noong Luống, Sam Mứn, Núa Ngam, Pa Thơm, Na Ư, Mường Nhà, Mường Lói và thị trấn nông trường Điện Biên.
  2. Huyện Điện Biên Đông có diện tích tự nhiên 121.799 hécta và 35.063 nhân khẩu, bao gồm các xã: Xa Dung, Pu Nhi, Na Son, Chiềng Sơ, Mường Luân, Keo Lôm, Phình Giàng, Háng Lìa, Luân Giới, Phì Nhừ.

### Năm 1997: Nghị định số 40-CP
- Nghị định số 40-CP[16] ngày 28 năm 4 tháng 1997 của Chính phủ về việc điều chỉnh địa giới huyện Điện Biên, huyện Mường Lay và di chuyển địa điểm thị trấn huyện Mường Lay:
- Huyện Điện Biên, huyện Mường Lay

1. Giải thể thị trấn Mường Lay thuộc huyện Mường Lay, giao toàn bộ đất đai (827,5 ha) và một phần nhân khẩu (879 người) của thị trấn Mường Lay cho xã Lay Nưa quản lý.
2. Giao xã Mường Mươn thuộc huyện Điện Biên về huyện Mường Lay quản lý.
3. Sau khi điều chỉnh địa giới hành chính:
  1. Huyện Điện Biên có 164,963 ha diện tích tự nhiên và 96.562 nhân khẩu.
  2. Huyện Mường Lay có 323.027,5 ha diện tích tự nhiên và 55.641 nhân khẩu.
4. Thành lập thị trấn Mường Lay (mới) trên cơ sở 1.026 ha diện tích tự nhiên và 584 nhân khẩu của bản Na Pheo, xã Mường Mươn và 1.433 nhân khẩu của thị trấn Mường Lay (cũ).

### Năm 1997: Nghị định số 52-CP
- Nghị định số 52-CP[17] ngày 26 tháng 5 năm 1997 của Chính phủ về việc điều chỉnh địa giới hành chính một số xã, phường, thị trấn thuộc các huyện Tuần Giáo, Điện Biên, Phong Thổ, Mường Lay và thị xã Điện Biên Phủ, tỉnh Lai Châu:
- Huyện Phong Thổ, huyện Điện Biên, huyện Tuần Giáo

1. Giải thể thị trấn nông trường Tam Đường thuộc huyện Phong Thổ, thị trấn nông trường Điện Biên thuộc huyện Điện Biên và thị trấn nông trường Mường Ẳng thuộc huyện Tuần Giáo.
2. Dân cư thuộc các thị trấn nông trường nói trên hiện đang sinh sống trên địa bàn xã nào giao về xã đó quản lý.

- Huyện Tuần Giáo

1. Thành lập thị trấn Mường Ẳng thuộc huyện Tuần Giáo trên cơ sở 502 ha diện tích tự nhiên và 2.900 nhân khẩu của xã Ẳng Nưa.

- Huyện Điện Biên, thị xã Điện Điên Phủ

1. Sát nhập 64,5 ha diện tích tự nhiên và 1.622 nhân khẩu của xã Thanh Luông, huyện Điện Biên vào thị xã Điện Biên Phủ và thành lập phường Thanh Bình.

- Huyện Mường Lay

1. Thành lập xã Si Pa Phìn thuộc huyện Mường Lay trên cơ sở 27.098 ha diện tích tự nhiên và 4.789 nhân khẩu của xã Chà Nưa.

### Năm 1997: Nghị định số 117/1997/NĐ-CP
- Nghị định số 117/1997/NĐ-CP[18] ngày 22 tháng 12 năm 1997 của Chính phủ về việc thành lập thị trấn Mường Thanh, thị trấn huyện lỵ huyện Điện Biên, tỉnh Lai Châu:
- Huyện Điện Biên

1. Nay thành lập thị trấn Mường Thanh, thị trấn huyện lỵ huyện Điện Biên trên cơ sở 356,25 ha diện tích tự nhiên và 5276 nhân khẩu của xã Thanh Xương.

### Năm 2000: Nghị định số 35/2000/NĐ-CP
- Nghị định số 35/2000/NĐ-CP[19] ngày 18 tháng 8 năm 2000 của Chính phủ về việc thành lập xã, phường thuộc huyện Mường Lay và thị xã Điện Biên Phủ, tỉnh Lai Châu:
- Huyện Mường Lay

1. Thành lập xã Nà Hỳ thuộc huyện Mường Lay trên cơ sở 44.284 ha diện tích tự nhiên và 10.441 nhân khẩu của xã Chà Cang.

- Thị xã Điện Biên Phủ

1. Thành lập phường Tân Thanh thuộc thị xã Điện Biên Phủ trên cơ sở 102 ha diện tịch tự nhiên và 8.210 nhân khẩu của phường Mường Thanh.

### Năm 2002: Nghị định số 8/2002/NĐ-CP
- Nghị định số 8/2002/NĐ-CP[20] ngày 14 tháng 1 năm 2002 của Chính phủ về việc điều chỉnh địa giơi hành chính huyện Mường Tè, huyện Mường Lay để thành lập huyện Mường Nhé và chia tách huyện Phong Thổ để thành lập huyện Tam Đường, tỉnh Lai Châu:
- Huyện Mường Tè, huyện Mường Lay, huyện Mường Nhé

1. Thành lập huyện Mường Nhé trên cơ sở 170.286 ha diện tích tự nhiên và 12.153 nhân khẩu của huyện Mường Tè; 80.504 ha diện tích tự nhiên và 13.364 nhân khẩu của huyện Mường Lay.
2. Huyện Mường Nhé có 250.790 ha diện tích tự nhiên và 25.517 nhân khẩu, gồm 6 đơn vị hành chính trực thuộc là các xã: Sín Thầu, Chung Chải, Mường Nhé, Mường Toong, Chà Cang và Nà Hỳ.
3. Sau khi điều chỉnh địa giới hành chính để thành lập huyện Mường Nhé:
  1. Huyện Mường Tè còn lại 333.995 ha diện tích tự nhiên và 31.473 nhân khẩu, gồm 14 đơn vị hành chính trực thuộc là các xã: Bum Nưa, Bum Tở, Mường Mô, Mường Tè, Mù Cả, Ka Lăng, Thu Lũm, Nậm Khao, Can Hồ, Hua Bum, Tà Tổng, Pa ủ, Pa Vệ Sử và thị trấn Mường Tè.
  2. Huyện Mường Lay còn lại 242.523,5 ha diện tích tự nhiên và 52.290 nhân khẩu, gồm 14 đơn vị hành chính trực thuộc là các xã: Lay Nưa, Mường Tùng, Chăn Nưa, Nậm Hàng, Pú Đao, Pa Ham, Hừa Ngài, Huổi Lèng, Xá Tổng, Mường Mươn, Chà Nưa, Chà Tở, Si Pa Phìn và thị trấn Mường Lay.

- Huyện Phong Thổ, huyện Tam Đường

1. Thành lập huyện Tam Đường trên cơ sở 82.843,7 ha diện tích tự nhiên và 52.567 nhân khẩu của huyện Phong Thổ.
2. Huyện Tam Đường có 15 đơn vị hành chính trực thuộc gồm các xã: Lản Nhì Thàng, Thèn Sin, Sùng Phài, Nậm Loỏng, Nùng Nàng, Tam Đường, Tả Lèng, Bản Hon, Bản Giang, Hồ Thầu, Bình Lư, Bản Bo, Khun Há, Nà Tăm và thị trấn Phong Thổ.
3. Sau khi điều chỉnh địa giới hành chính thành lập huyện Tam Đường, huyện Phong Thổ còn lại 81.910 ha diện tích tự nhiên và 44.769 nhân khẩu, gồm 15 đơn vị hành chính trực thuộc là các xã: Mường So, Nậm Xe, Khổng Lào, Hoang Thèn, Bản Lang, Mali Pho, Dào San, Mù Sang, Tung Qua Lìn, Vàng Ma Chải, Ma Li Chải, Pa Vây Sử, Mồ Sì San, Sì Lờ Lầu, Sin Súi Hồ.

### Năm 2003: Nghị định số 110/2003/NĐ-CP
- Nghị định số 110/2003/NĐ-CP[21] ngày 26 tháng 9 năm 2003 của Chính phủ về việc thành lập thành phố Điện Biên Phủ, điều chỉnh địa giới hành chính để mở rộng và thành lập các phường thuộc thành phố Điện Biên Phủ, tỉnh Lai Châu:
- Thành phố Điện Biên Phủ

1. Thành lập thành phố Điện Biên Phủ trực thuộc tỉnh Lai Châu trên cơ sở toàn bộ diện tích tự nhiên, dân số và các đơn vị hành chính trực thuộc của thị xã Điện Biên Phủ.
2. Thành phố Điện Biên Phủ có 5.120,80 ha diện tích tự nhiên và 56.345 nhân khẩu, có 6 đơn vị hành chính trực thuộc gồm các phường: Mường Thanh, Tân Thanh, Him Lam, Thanh Bình và các xã: Thanh Minh, Noong Bua.

- Huyện Điện Biên, thành phố Điện Biên Phủ

1. Chuyển toàn bộ thị trấn Mường Thanh thuộc huyện Điện Biên về thành phố Điện Biên Phủ quản lý.
2. Điều chỉnh 281 ha diện tích tự nhiên và 3.147 nhân khẩu của xã Thanh Luông thuộc huyện Điện Biên về thành phố Điện Biên Phủ quản lý.
3. Điều chỉnh 251 ha diện tích tự nhiên và 2.627 nhân khẩu của xã Thanh Nưa thuộc huyện Điện Biên về thành phố Điện Biên Phủ quản lý.

- Thành phố Điện Biên Phủ

1. Thành lập phường Nam Thanh trên cơ sở toàn bộ thị trấn Mường Thanh (huyện Điện Biên chuyển sang).
2. Thành lập phường Thanh Trường trên cơ sở 281 ha diện tích tự nhiên và 3.147 nhân khẩu của xã Thanh Luông; 251 ha diện tích tự nhiên và 2.627 nhân khẩu của xã Thanh Nưa (phần điều chỉnh của 2 xã về thành phố Điện Biên Phủ quản lý).
3. Thành lập phường Noong Bua trên cơ sở toàn bộ diện tích tự nhiên và dân số của xã Noong Bua.
4. Sau khi điều chỉnh địa giới hành chính để mở rộng thành phố Điện Biên Phủ, thành lập các phường thuộc thành phố Điện Biên Phủ:
  1. Thành phố Điện Biên Phủ có 6.009,05 ha diện tích tự nhiên và 70.639 nhân khẩu, có 8 đơn vị hành chính trực thuộc gồm các phường: Mường Thanh, Tân Thanh, Him Lam, Thanh Bình, Nam Thanh, Thanh Trường, Noong Bua và xã Thanh Minh.
  2. Huyện Điện Biên còn lại 163.985,45 ha diện tích tự nhiên và 100.755 nhân khẩu, có 18 đơn vị hành chính trực thuộc gồm các xã: Mường Pồn, Thanh Nưa, Thanh Luông, Thanh Hưng, Thanh Chăn, Thanh Xương, Thanh An, Thanh Yên, Nà Tấu, Mường Phăng, Noong Luống, Noong Hẹt, Pa Thơm, Núa Ngam, Sam Mứn, Na Ư, Mường Nhà, Mường Lói.

### Năm 2003: Nghị quyết số 22/2003/QH11
- Nghị quyết số 22/2003/QH11[22] ngày 26 tháng 11 năm 2003 của Quốc hội về việc chia và điều chỉnh địa giới hành chính một số tỉnh:
- Tỉnh Lai Châu, tỉnh Điện Biên, tỉnh Lào Cai

1. Chia tỉnh Lai Châu thành tỉnh Lai Châu và tỉnh Điện Biên:
  1. Tỉnh Lai Châu có diện tích tự nhiên là 906.512,30 ha và dân số hiện tại là 313.511 người, bao gồm huyện Phong Thổ; huyện Tam Đường; huyện Mường Tè; huyện Sìn Hồ; xã Pú Đao, xã Chăn Nưa, xã Nậm Hàng, bản Thành Chử thuộc xã Xá Tổng của huyện Mường Lay; phường Lê Lợi của thị xã Lai Châu; huyện Than Uyên của tỉnh Lào Cai. Tỉnh lị đặt tại thị trấn Phong Thổ thuộc huyện Tam Đường.
  2. Tỉnh Điện Biên có diện tích tự nhiên là 955.409,70 ha và dân số hiện tại là 440.300 người, bao gồm: diện tích và số dân của thành phố Điện Biên Phủ, thị xã Lai Châu (trừ phưường Lê Lợi); huyện Mường Nhé; huyện Điện Biên; huyện Điện Biên Đông; huyện Tuần Giáo; huyện Tủa Chùa; huyện Mường Lay (trừ: xã Pú Đao, xã Chăn Nưa, xã Nậm Hàng, bản Thành Chử thuộc xã Xá Tổng). Tỉnh lỵ đặt tại thành phố Điện Biên Phủ.

- Tỉnh Lào Cai, tỉnh Lai Châu

1. Chuyển huyện Than Uyên thuộc tỉnh Lào Cai về tỉnh Lai Châu quản lý.
2. Sau khi chuyển huyện Than Uyên của tỉnh Lào Cai về tỉnh Lai Châu thì tỉnh Lào Cai còn lại diện tích tự nhiên là 635.708 ha và dân số hiện tại là 547.106 người, bao gồm: diện tích và số dân của thị xã Lào Cai; huyện Bát Sát; huyện Bảo Thắng; huyện Sa Pa; huyện Văn Bàn; huyện Bảo Yên; huyện Mường Khương; huyện Bắc Hà; huyện Si Ma Cai.

### Năm 2004: Nghị định số 1/2004/NĐ-CP
- Nghị định số 1/2004/NĐ-CP[23] ngày 2 tháng 1 năm 2004 của Chính phủ về việc điều chỉnh địa giới hành chính huyện Sìn Hồ và huyện Mường Tè, tỉnh Lai Châu:

- Thị xã Lai Châu, huyện Sìn Hồ

1. Giải thể phường Lê Lợi (thị xã Lai Châu) để thành lập xã Lê Lợi. Sáp nhập xã Lê Lợi vào huyện Sìn Hồ.

- Huyện Mường Lay, huyện Sìn Hồ

1. Sáp nhập hai xã Pú Đao, Chăn Nưa (huyện Mường Lay) vào huyện Sìn Hồ.
2. Sáp nhập bản Thành Chử của xã Xá Tổng (huyện Mường Lay) với 813 ha diện tích tự nhiên và 328 nhân khẩu vào xã Tủa Sín Chải thuộc huyện Sìn Hồ.

- Huyện Mường Lay, huyện Mường Tè

1. Chuyển xã Nậm Hàng thuộc huyện Mường Lay về huyện Mường Tè.
2. Sau khi điều chỉnh địa giới hành chính:
  1. Huyện Sìn Hồ có 203.875,60 ha diện tích tự nhiên và 75.942 nhân khẩu, có 24 đơn vị hành chính trực thuộc gồm các xã Mã Quai, Phăng Sô Lin, Noong Hẻo, Tả Phìn, Làng Mô, Pa Tần, Hồng Thu, Căn Co, Nậm Cuổi, Nậm Tăm, Nậm Cha, Pu Sam Cáp, Huổi Luông, Tủa Sín Chải, Phìn Hồ, Nậm Ban, Tả Ngảo, Nậm Hăn, Nậm Mạ, Xà Dề Phìn, Lê Lợi, Pú Đao, Chăn Nưa và thị trấn Sìn Hồ.
  2. Huyện Mường Tè có 367.883 ha diện tích tự nhiên và 47.406 nhân khẩu, có 15 đơn vị hành chính trực thuộc gồm các xã Bum Nýa, Bum Tở, Mường Mô, Mường Tè, Mù Cả, Ka Lãng, Thu Lũm, Nậm Khao, Kan Hồ, Hua Bun, Tà Tổng, Pa ủ, Pa Vệ Sử, Nậm Hàng và thị trấn Mường Tè.
  3. Tỉnh Lai Châu (mới) có 906.512,30 ha diện tích tự nhiên và 313.511 nhân khẩu, có 5 đơn vị hành chính trực thuộc là các huyện : Phong Thổ, Tam Ðường, Mường Tè, Sìn Hồ và Than Uyên.

### Năm 2004: Nghị định số 176/2004/NĐ-CP
- Nghị định số 176/2004/NĐ-CP[24] ngày 10 tháng 10 năm 2004 của Chính phủ về việc thành lập thị xã Lai Châu và thành lập thị trấn thuộc các huyện Tam Đường, Phong Thổ, tỉnh Lai Châu:
- Huyện Tam Đường, thị xã Lai Châu

1. Thành lập thị xã Lai Châu – thị xã tỉnh lỵ tỉnh Lai Châu trên cơ sở toàn bộ diện tích tự nhiên và dân số của thị trấn Phong Thổ, xã Nậm Loỏng, xã Tam Đường, 550 ha diện tích tự nhiên và 1.167 nhân khẩu của xã Sùng Phài thuộc huyện Tam Đường.

- Thị xã Lai Châu

1. Thành lập phường Quyết Thắng trên cơ sở 383,30 ha diện tích tự nhiên và 3.969 nhân khẩu của thị trấn Phong Thổ, 225 ha diện tích tự nhiên và 1.096 nhân khẩu của xã Nậm Loỏng.
2. Thành lập phường Tân Phong trên cơ sở 523 ha diện tích tự nhiên và 4.094 nhân khẩu của thị trấn Phong Thổ, 298 nhân khẩu của xã Nậm Loỏng.
3. Thành lập phường Đoàn Kết trên cơ sở 227,70 ha diện tích tự nhiên và 3.486 nhân khẩu của thị trấn Phong Thổ, 175,30 ha diện tích tự nhiên và 141 nhân khẩu của xã Sùng Phài.
4. Điều chỉnh 374,70 ha diện tích tự nhiên và 1.026 nhân khẩu của xã Sùng Phài về xã Nậm Loỏng quản lý.
5. Đổi tên xã Tam Đường thành xã Sàn Thàng.
6. Sau khi điều chỉnh địa giới hành chính thành lập các phường, thị xã Lai Châu có 7.083 ha diện tích tự nhiên và 18.089 nhân khẩu, có 5 đơn vị hành chính trực thuộc là các phường Quyết Thắng, Tân Phong, Đoàn Kết và các xã Nậm Loỏng, San Thàng.
7. Huyện Tam Đường còn lại 75.760,70 ha diện tích tự nhiên và 42.131 nhân khẩu, có 12 đơn vị hành chính trực thuộc gồm các xã Sùng Phài, Nà Tăm, Khun Há, Bản Hon, Bản Giang, Nùng Nàng, Hồ Thầu, Tả Lèng, Thèn Sin, Lản Nhì Thàng, Bình Lư, Bản Bo.

- Huyện Tam Đường

1. Thành lập thị trấn Tam Đường – thị trấn huyện lỵ huyện Tam Đường trên cơ sở 2.300 ha diện tích tự nhiên và 4.456 nhân khẩu của xã Bình Lư.

- Huyện Phong Thổ

1. Thành lập thị trấn Phong Thổ – thị trấn huyện lỵ huyện Phong Thổ trên cơ sở 100 ha diện tích tự nhiên của xã Hoang Thèn, 3.495,20 ha diện tích tự nhiên và 2.715 nhân khẩu của xã Mường So và 1.350 nhân khẩu (là cán bộ, công nhân viên chức các cơ quan, đơn vị của huyện) trên địa bàn.

### Năm 2006: Nghị định số 156/2006/NĐ-CP
- Nghị định số 156/2006/NĐ-CP[25] ngày 27 tháng 12 năm 2006 của Chính phủ về việc điều chỉnh địa giới hành chính xã, huyện; thành lập xã thuộc các huyện Phong Thổ, Tam Đường, Sìn Hồ và Than Uyên, tỉnh Lai Châu:
- Huyện Than Uyên

1. Thành lập xã Tà Mung thuộc huyện Than Uyên trên cơ sở điều chỉnh 5.094,7 ha diện tích tự nhiên và 3.760 nhân khẩu của xã Mường Kim.
2. Thành lập xã Phúc Than thuộc huyện Than Uyên trên cơ sở điều chỉnh 5.628,32 ha diện tích tự nhiên và 4.865 nhân khẩu của xã Mường Than.
3. Thành lập xã Phúc Khoa thuộc huyện Than Uyên trên cơ sở điều chỉnh 8.309,09 ha diện tích tự nhiên và 3.749 nhân khẩu của xã Mường Khoa.

- Huyện Tam Đường

1. Thành lập xã Sơn Bình thuộc huyện Tam Đường trên cơ sở điều chỉnh 10.936,6 ha diện tích tự nhiên và 2.292 nhân khẩu của xã Bình Lư.

- Huyện Tam Đường, huyện Sìn Hồ, huyện Phong Thổ

1. Điều chỉnh toàn bộ xã Lả Nhì Thàng thuộc huyện Tam Đường; 13.149 ha diện tích tự nhiên và 5.118 nhân khẩu của xã Huổi Luông thuộc huyện Sìn Hồ về huyện Phong Thổ quản lý.

- Huyện Phong Thổ

1. Điều chỉnh 500 ha diện tích tự nhiên và 140 nhân khẩu của xã Huổi Luông về thị trấn Phong Thổ thuộc huyện Phong Thổ quản lý.
2. Sau khi điều chỉnh địa giới hành chính:
  1. Huyện Tam Đường có 68.656,56 ha diện tích tự nhiên và 40.685 nhân khẩu, có 13 đơn vị hành chính trực thuộc, bao gồm các xã: Sùng Phài, Nùng Nàng, Bản Giang, Bản Hon, Thèn Xin, Tả Lèng, Hồ Thầu, Bình Lư, Sơn Bình, Nà Tăm, Bản Bo, Khun Há và thị trấn Tam Đường.
  2. Huyện Sìn Hồ có 190.726,6 ha diện tích tự nhiên và 67.097 nhân khẩu, có 23 đơn vị hành chính trực thuộc, bao gồm các xã: Pa Tần, Nậm Ban, Hồng Thu, Phìn Hồ, Tả Phìn, Phăng Xô Lin, Sà Dề Phìn, Tả Ngảo, Làng Mô, Tủa Sín Chải, Ma Quai, Nậm Tăm, Nậm Cha, Noong Hẻo, Pu Sam Cáp, Căn Co, Nậm Mạ, Nậm Cuổi, Nậm Hăn, Lê Lợi, Chăn Nưa, Pú Đao và thị trấn Sìn Hồ.
  3. Huyện Phong Thổ có 102.876 ha diện tích tự nhiên và 56.544 nhân khẩu, có 18 đơn vị hành chính trực thuộc, bao gồm các xã: Sì Lở Lầu, Vàng Ma Chải, Ma Ly Chải, Mồ Sì San, Pa Vây Sử, Mù Sang, Tung Qua Lìn, Dào San, Bản Lang, Ma Ly Pho, Hoang Thèn, Khổng Lào, Nậm Xe, Mường So, Sin Súi Hồ, Lản Nhì Thàng, Huổi Luông và thị trấn Phong Thổ.
  4. Huyện Than Uyên có 169.550 ha diện tích tự nhiên và 87.249 nhân khẩu, có 20 đơn vị hành chính trực thuộc, bao gồm các xã: Thân Thuộc, Mường Khoa, Phúc Khoa, Nậm Cần, Hố Mít, Nậm Sỏ, Pắc Ta, Mường Than, Phúc Than, Tà Mít, Mường Mít, Pha Mu, Nà Cang, Tà Hừa, Mường Kim, Tà Mung, Ta Gia, Khoen On và thị trấn Nông Trường, thị trấn Than Uyên.

### Năm 2008: Nghị định số 41/2008/NĐ-CP
- Nghị định số 41/2008/NĐ-CP[26] ngày 8 tháng 4 năm 2008 của Chính phủ về việc điều chỉnh địa giới hành chính xã, thành lập xã, thị trấn thuộc huyện Than Uyên, huyện Tam Đường, huyện Mường Tè, tỉnh Lai Châu:
- Huyện Than Uyên

1. Thành lập xã Trung Đồng thuộc huyện Than Uyên trên cơ sở điều chỉnh 6.188 ha diện tích tự nhiên và 3.975 nhân khẩu của xã Thân Thuộc.
2. Thành lập xã Hua Nà thuộc huyện Than Uyên trên cơ sở điều chỉnh 2.555,40 ha diện tích tự nhiên và 2.529 nhân khẩu của xã Nà Cang.
3. Thành lập xã Mường Cang thuộc huyện Than Uyên trên cơ sở 4.309,60 ha diện tích tự nhiên và 5.362 nhân khẩu còn lại của xã Nà Cang.

- Huyện Tam Đường

1. Thành lập xã Giang Ma thuộc huyện Tam Đường trên cơ sở điều chỉnh 3.671,60 ha diện tích tự nhiên và 2.877 nhân khẩu của xã Hồ Thầu.

- Huyện Mường Tè

1. Thành lập xã Nậm Manh thuộc huyện Mường Tè trên cơ sở điều chỉnh 16.470,30 ha diện tích tự nhiên và 2.032 nhân khẩu của xã Nậm Hàng.

- Huyện Than Uyên

1. Thành lập thị trấn Tân Uyên thuộc huyện Than Uyên trên cơ sở toàn bộ 7.094,91 ha diện tích tự nhiên và 5.156 nhân khẩu của thị trấn Nông trường Than Uyên; 2.567 nhân khẩu của xã Thân Thuộc.
2. Sau khi điều chỉnh địa giới hành chính xã để thành lập xã, thị trấn:
  1. Huyện Than Uyên có 170.000 ha diện tích tự nhiên và 95.559 nhân khẩu, có 22 đơn vị hành chính trực thuộc, bao gồm các xã: Thân Thuộc, Trung Đồng, Mường Khoa, Phúc Khoa, Nậm Cần, Hố Mít, Nậm Sỏ, Pắc Ta, Mường Than, Phúc Than, Tà Mít, Mường Mít, Pha Mu, Mường Cang, Hua Nà, Tà Hừa, Mường Kim, Tà Mung, Ta Gia, Khoen On và thị trấn Tân Uyên, thị trấn Than Uyên.
  2. Huyện Tam Đường có 68.472,56 ha diện tích tự nhiên và 46.271 nhân khẩu, có 14 đơn vị hành chính trực thuộc, bao gồm các xã: Sùng Phài, Nùng Nàng, Bản Giang, Bản Hon, Thèn Xin, Tả Lèng, Hồ Thầu, Giang Ma, Bình Lư, Sơn Bình, Nà Tăm, Bản Bo, Khun Há và thị trấn Tam Đường.
  3. Huyện Mường Tè có 367.736,49 ha diện tích tự nhiên và 53.018 nhân khẩu, có 16 đơn vị hành chính trực thuộc, bao gồm các xã: Bum Nưa, Bum Tở, Hua Bum, Kan Hồ, Ka Lăng, Mù Cả, Mường Mô, Mường Tè, Nậm Khao, Nậm Hàng, Nậm Manh, Pa Ủ, Pa Vệ Sử, Tà Tổng, Thu Lũm và thị trấn Mường.

### Năm 2008: Nghị định số 4/NĐ-CP
- Nghị định số 4/NĐ-CP[27] ngày 30 tháng 10 năm 2008 của Chính phủ về việc điều chỉnh địa giới hành chính huyện Than Uyên để thành lập huyện Tân Uyên, tỉnh Lai Châu:
- Huyện Than Uyên, huyện Tân Uyên

1. Thành lập huyện Tân Uyên thuộc tỉnh Lai Châu trên cơ sở điều chỉnh 90.326,75 ha diện tích tự nhiên và 42.221 nhân khẩu của huyện Than Uyên (bao gồm toàn bộ diện tích tự nhiên và nhân khẩu của các xã: Mường Khoa, Phúc Khoa, Nậm Sỏ, Nậm Cần, Thân Thuộc, Trung Đồng, Hố Mít, Pắc Ta, Tà Mít và thị trấn Tân Uyên).
2. Huyện Tân Uyên có 90.326,75 ha diện tích tự nhiên và 42.221 nhân khẩu, có 10 đơn vị hành chính trực thuộc, bao gồm các xã: Mường Khoa, Phúc Khoa, Nậm Sỏ, Nậm Cần, Thân Thuộc, Trung Đồng, Hố Mít, Pắc Ta, Tà Mít và thị trấn Tân Uyên.
3. Sau khi điều chỉnh địa giới hành chính:
  1. Huyện Than Uyên còn lại là 79.680,50 ha diện tích tự nhiên và 53.338 nhân khẩu, có 12 đơn vị hành chính trực thuộc, bao gồm các xã: Pha Mu, Mường Mít, Phúc Than, Mường Than, Mường Cang, Hua Nà, Tà Hừa, Ta Gia, Tà Mung, Mường Kim, Khoen On và thị trấn Than Uyên.
  2. Tỉnh Lai Châu có 911.232,45 ha diện tích tự nhiên và 342.797 nhân khẩu, có 7 đơn vị hành chính trực thuộc, bao gồm các huyện: Tam Đường, Phong Thổ, Sìn Hồ, Mường Tè, Than Uyên, Tân Uyên và thị xã Lai Châu.

### Năm 2011: Nghị quyết số 97/NQ-CP
- Nghị quyết số 97/NQ-CP[28] ngày 14 tháng 10 năm 2011 của Chính phủ về việc điều chỉnh địa giới hành chính các xã để thành lập xã, thị trấn thuộc các huyện: Mường Tè, Sìn Hồ, Than Uyên, tỉnh Lai Châu:
- Huyện Mường Tè

1. Thành lập xã Tá Bạ thuộc huyện Mường Tè trên cơ sở điều chỉnh 11.375,87 ha diện tích tự nhiên và 2.024 nhân khẩu của xã Ka Lăng.
2. Thành lập xã Vàng San thuộc huyện Mường Tè trên cơ sở điều chỉnh 9.521,73 ha diện tích tự nhiên và 2.485 nhân khẩu của xã Bum Nưa.
3. Thành lập thị trấn Nậm Nhùn thuộc huyện Mường Tè trên cơ sở điều chỉnh 2.109,12 ha diện tích tự nhiên, 3.444 nhân khẩu của xã Nậm Hàng và 886,09 ha diện tích tự nhiên của xã Nậm Manh.

- Huyện Sìn Hồ

1. Thành lập xã Pa Khóa thuộc huyện Sìn Hồ trên cơ sở điều chỉnh 1.313,71 ha diện tích tự nhiên và 797 nhân khẩu của xã Nậm Cha; 381,47 ha diện tích tự nhiên và 672 nhân khẩu của xã Noong Hẻo; 1.960,71 ha diện tích tự nhiên và 408 nhân khẩu của xã Nậm Tăm; 472,58 ha diện tích tự nhiên và 170 nhân khẩu của xã Pu Sam Cáp.
2. Thành lập xã Lùng Thàng thuộc huyện Sìn Hồ trên cơ sở điều chỉnh 8.126,89 ha diện tích tự nhiên và 2.962 nhân khẩu của xã Ma Quai.

- Huyện Than Uyên

1. Điều chỉnh 1.512,5 ha diện tích tự nhiên của xã Pha Mu, huyện Than Uyên cho xã Mường Mít quản lý.
2. Điều chỉnh 1.400 ha diện tích tự nhiên của xã Pha Mu, huyện Than Uyên cho xã Mường Cang quản lý.
3. Điều chỉnh 2.050 ha diện tích tự nhiên của xã Pha Mu thuộc huyện Than Uyên cho xã Tà Hừa quản lý.
4. Điều chỉnh 2.343,75 ha diện tích tự nhiên và 626 nhân khẩu của xã Tà Hừa thuộc huyện Than Uyên cho xã Pha Mu quản lý.
5. Sau khi điều chỉnh địa giới hành chính các xã để thành lập xã, thị trấn:
  1. Huyện Mường Tè có 368.582,5 ha diện tích tự nhiên và 50.460 nhân khẩu; có 19 đơn vị hành chính trực thuộc (tăng thêm 2 xã và 1 thị trấn) bao gồm các xã: Pa Vệ Sử, Bum Nưa, Hua Bum, Bum Tở, Nậm Khao, Tà Tổng, Mường Mô, Nậm Manh, Nậm Hàng, Mường Tè, Thu Lũm, Ka Lăng, Mù Cả, Pa Ủ, Kan Hồ, Tá Bạ, Vàng San và các thị trấn Nậm Nhùn, Mường Tè.
  2. Huyện Sìn Hồ có 206.674 ha diện tích tự nhiên và 77.085 nhân khẩu; có 25 đơn vị hành chính trực thuộc (tăng thêm 2 xã), bao gồm các xã: Tả Ngảo, Căn Co, Tả Phìn, Pu Sam Cáp, Pú Đao, Nậm Tăm, Xà Dề Phìn, Nậm Cuổi, Lê Lợi, Noong Hẻo, Pa Tần, Phăng Sô Lin, Nậm Ban, Làng Mô, Tủa Sín Chải, Nậm Cha, Hồng Thu, Ma Quai, Nậm Mạ, Phìn Hồ, Chăn Nưa, Nậm Hăn, Lùng Thàng, Pa Khóa và thị trấn Sìn Hồ.
  3. Huyện Than Uyên có 79.680,5 ha diện tích tự nhiên và 57.837 nhân khẩu; có 12 đơn vị hành chính trực thuộc, gồm các xã: Phúc Than, Mường Than, Mường Mít, Pha Mu, Mường Cang, Hua Nà, Tà Hừa, Mường Kim, Tà Mung, Ta Gia, Khoen On và thị trấn Than Uyên.

### Năm 2012: Nghị quyết số 71/NQ-CP
- Nghị quyết số 71/NQ-CP[29] ngày 2 tháng 11 năm 2012 của Chính phủ về việc điều chỉnh địa giới hành chính để thành lập đơn vị hành chính cấp xã, cấp huyện thuộc tỉnh Lai Châu:
- Huyện Sìn Hồ

1. Thành lập xã Nậm Pì thuộc huyện Sìn Hồ trên cơ sở điều chỉnh 7.347,29 ha diện tích tự nhiên và 1.996 nhân khẩu của xã Chăn Nưa.
2. Thành lập xã Trung Chải thuộc huyện Sìn Hồ trên cơ sở điều chỉnh 7.982,26 ha diện tích tự nhiên và 1.279 nhân khẩu của xã Nậm Ban.

- Huyện Mường Tè

1. Thành lập xã Nậm Chà thuộc huyện Mường Tè trên cơ sở điều chỉnh 19.249,33 ha diện tích tự nhiên và 2.610 nhân khẩu của xã Mường Mô.

- Thị xã Lai Châu

1. Thành lập phường Đông Phong thuộc thị xã Lai Châu trên cơ sở điều chỉnh 171,26 ha diện tích tự nhiên, 10.211 nhân khẩu của phường Tân Phong và 356,09 ha diện tích tự nhiên, 753 nhân khẩu của xã San Thàng.
2. Thành lập phường Quyết Tiến thuộc thị xã Lai Châu trên cơ sở điều chỉnh 308,66 ha diện tích tự nhiên và 6.834 nhân khẩu của phường Quyết Thắng.
3. Sau khi điều chỉnh địa giới hành chính 4 xã, 2 phường để thành lập thêm 3 xã, 2 phường thuộc thị xã Lai Châu và các huyện Sìn Hồ, Mường Tè:
4. Huyện Sìn Hồ có 192.485,37 ha diện tích tự nhiên và 82.324 nhân khẩu, có 27 đơn vị hành chính trực thuộc, bao gồm thị trấn Sìn Hồ và 26 xã (tăng thêm 2 xã).
5. Huyện Mường Tè có 366.953,21 ha diện tích tự nhiên và 56.565 nhân khẩu; có 20 đơn vị hành chính trực thuộc, bao gồm thị trấn Mường Tè, thị trấn Nậm Nhùn và 18 xã (tăng thêm 01 xã).
6. Thị xã Lai Châu có 7.077,44 ha diện tích tự nhiên và 49.257 nhân khẩu, có 07 đơn vị hành chính trực thuộc, bao gồm 05 phường và 02 xã (tăng thêm 2 phường).

- Huyện Mường Tè, huyện Sìn Hồ, huyện Nậm Nhùn

1. Thành lập huyện Nậm Nhùn thuộc tỉnh Lai Châu trên cơ sở điều chỉnh 99.019,25 ha diện tích tự nhiên và 16.644 nhân khẩu của huyện Mường Tè (bao gồm toàn bộ diện tích tự nhiên và nhân khẩu của các xã: Hua Bum, Mường Mô, Nậm Chà, Nậm Hàng, Nậm Manh, thị trấn Nậm Nhùn); 39.789,34 ha diện tích tự nhiên và 7.521 nhân khẩu của huyện Sìn Hồ (toàn bộ các xã Lê Lợi, Pú Đao, Nậm Pì, Nậm Ban, Trung Chải).
2. Huyện Nậm Nhùn có 138.808,39 ha diện tích tự nhiên và 24.165 nhân khẩu; có 11 đơn vị hành chính trực thuộc, bao gồm các xã: Hua Bum, Mường Mô, Nậm Chà, Nậm Hàng, Nậm Manh, Pú Đao, Lê Lợi, Nậm Pì, Nậm Ban, Trung Chải và thị trấn Nậm Nhùn.
3. Sau khi điều chỉnh địa giới hành chính huyện Sìn Hồ và huyện Mường Tè để thành lập huyện Nậm Nhùn:
  1. Huyện Sìn Hồ còn lại 152.696,03 ha diện tích tự nhiên và 74.803 nhân khẩu; có 22 đơn vị hành chính trực thuộc, bao gồm thị trấn Sìn Hồ và các xã: Chăn Nưa, Pa Tần, Phìn Hồ, Hồng Thu, Phăng Sô Lin, Ma Quai, Tả Phìn, Xà Dề Phìn, Nậm Tăm, Tả Ngảo, Pu Sam Cáp, Nậm Cha, Làng Mô, Noong Hẻo, Nậm Mạ, Căn Co, Tủa Sín Chài, Nậm Cuổi, Nậm Hăn, Lùng Thàng, Pa Khóa.
  2. Huyện Mường Tè còn lại 267.934,16 ha diện tích tự nhiên và 39.921 nhân khẩu; có 14 đơn vị hành chính trực thuộc, bao gồm thị trấn Mường Tè và các xã: Vàng San, Bum Nưa, Ka Lăng, Pa Vệ Sử, Mù Cả, Bum Tở, Nậm Khao, Tà Tổng, Can Hồ, Pa Ủ, Thu Lũm, Mường Tè, Tá Bạ.
  3. Tỉnh Lai Châu có 906.878,7 ha diện tích tự nhiên và 393.752 nhân khẩu; có 08 đơn vị hành chính trực thuộc, bao gồm thị xã Lai Châu và các huyện: Mường Tè, Sìn Hồ, Nậm Nhùn, Tam Đường, Phong Thổ, Tân Uyên, Than Uyên; 108 đơn vị hành chính cấp xã, bao gồm 96 xã, 05 phường và 07 thị trấn (tăng 01 huyện, 03 xã và 02 phường).

### Năm 2013: Nghị quyết số 131/NQ-CP
- Nghị quyết số 131/NQ-CP[30] ngày 27 tháng 12 năm 2013 của Chính phủ về việc thành lập thành phố Lai Châu thuộc tỉnh Lai Châu:
- Thành phố Lai Châu

1. Thành lập thành phố Lai Châu thuộc tỉnh Lai Châu trên cơ sở toàn bộ thị xã Lai Châu.
2. Thành phố Lai Châu có 7.077,44 ha diện tích tự nhiên, 52.557 nhân khẩu, 7 đơn vị hành chính cấp xã, gồm 5 phường (Quyết Thắng, Quyết Tiến, Đoàn Kết, Tân Phong, Đông Phong) và 2 xã (Nậm Loỏng, San Thàng).
3. Sau khi thành lập thành phố Lai Châu, tỉnh Lai Châu có 906.880 ha diện tích tự nhiên và 414.140 nhân khẩu, 8 đơn vị hành chính cấp huyện (gồm: Thành phố Lai Châu và các huyện: Tam Đường, Phong Thổ, Tân Uyên, Than Uyên, Sìn Hồ, Mường Tè, Nậm Nhùn) và 108 đơn vị hành chính cấp xã (5 phường, 7 thị trấn và 96 xã).

### Năm 2020: Nghị quyết số 866/NQ-UBTVQH14
- Nghị quyết số 866/NQ-UBTVQH14[31] ngày 10 tháng 1 năm 2020 của Ủy ban Thường vụ Quốc hội về việc sắp xếp các đơn vị hành chính cấp huyện, cấp xã thuộc tỉnh Lai Châu:
- Huyện Tam Đường, thành phố Lai Châu

1. Điều chỉnh toàn bộ xã Sùng Phài thuộc huyện Tam Đường vào thành phố Lai Châu.
2. Nhập toàn bộ xã Nậm Loỏng thuộc thành phố Lai Châu vào xã Sùng Phài thuộc thành phố Lai Châu.
3. Sau khi sắp xếp:
4. Thành phố Lai Châu có 92,37 km2 diện tích tự nhiên và quy mô dân số 42.973 người; có 07 đơn vị hành chính cấp xã, gồm 05 phường: Đoàn Kết, Đông Phong, Quyết Thắng, Quyết Tiến, Tân Phong và 02 xã: San Thàng, Sùng Phài.
5. Huyện Tam Đường có 662,92 km2 diện tích tự nhiên và quy mô dân số 52.470 người; có 13 đơn vị hành chính cấp xã, gồm 12 xã: Bản Bo, Bản Giang, Bản Hon, Bình Lư, Giang Ma, Hồ Thầu, Khun Há, Nà Tăm, Nùng Nàng, Sơn Bình, Tả Lèng, Thèn Sin và thị trấn Tam Đường.

- Huyện Phong Thổ

1. Nhập toàn bộ xã Ma Li Chải vào xã Sỉ Lở Lầu.
2. Sau khi sắp xếp, huyện Phong Thổ có 17 đơn vị hành chính cấp xã, gồm 16 xã và 01 thị trấn.
3. Tỉnh Lai Châu có 08 đơn vị hành chính cấp huyện, gồm 07 huyện và 01 thành phố; 106 đơn vị hành chính cấp xã, gồm 94 xã, 05 phường và 07 thị trấn.

| Đơn vị hành chính của tỉnh Lai Châu (tính đến ngày 16 tháng 6 năm 2025) | Đơn vị hành chính của tỉnh Lai Châu (tính đến ngày 16 tháng 6 năm 2025) | Đơn vị hành chính của tỉnh Lai Châu (tính đến ngày 16 tháng 6 năm 2025) |
| Số thứ tự                                                               | Đơn vị hành chính cấp huyện                                             | Đơn vị hành chính cấp xã |
| ----------------------------------------------------------------------- | ----------------------------------------------------------------------- | --- |
| 1                                                                       | Thành phố Lai Châu                                                      | 5 phường: Đoàn Kết, Đông Phong, Quyết Thắng, Quyết Tiến, Tân Phong và 2 xã: San Thàng, Sùng Phài |
| 2                                                                       | Huyện Mường Tè                                                          | Thị trấn Mường Tè và 13 xã: Bum Nưa, Bum Tở, Ka Lăng, Kan Hồ, Mù Cả, Mường Tè, Nậm Khao, Pa Ủ, Pa Vệ Sủ, Tá Bạ, Tà Tổng, Thu Lũm, Vàng San                                                                                                 |
| 3                                                                       | Huyện Nậm Nhùn                                                          | Thị trấn Nậm Nhùn và 10 xã: Hua Bum, Lê Lợi, Mường Mô, Nậm Ban, Nậm Chà, Nậm Hàng, Nậm Manh, Nậm Pì, Pú Đao, Trung Chải |
| 4                                                                       | Huyện Phong Thổ                                                         | Thị trấn Phong Thổ và 16 xã: Bản Lang, Dào San, Hoang Thèn, Huổi Luông, Khổng Lào, Lản Nhì Thàng, Ma Li Pho, Mồ Sì San, Mù Sang, Mường So, Nậm Xe, Pa Vây Sử, Sin Suối Hồ, Sì Lở Lầu, Tung Qua Lìn, Vàng Ma Chải                           |
| 5                                                                       | Huyện Sìn Hồ                                                            | Thị trấn Sìn Hồ và 21 xã: Căn Co, Chăn Nưa, Hồng Thu, Làng Mô, Lùng Thàng, Ma Quai, Nậm Cha, Nậm Cuổi, Nậm Hăn, Nậm Mạ, Nậm Tăm, Noong Hẻo, Pa Khóa, Pa Tần, Phăng Sô Lin, Phìn Hồ, Pu Sam Cáp, Sà Dề Phìn, Tả Ngảo, Tả Phìn, Tủa Sín Chải |
| 6                                                                       | Huyện Tam Đường                                                         | Thị trấn Tam Đường và 12 xã: Bản Bo, Bản Giang, Bản Hon, Bình Lư, Giang Ma, Hồ Thầu, Khun Há, Nà Tăm, Nùng Nàng, Sơn Bình, Tả Lèng, Thèn Sin                                                                                               |
| 7                                                                       | Huyện Tân Uyên                                                          | Thị trấn Tân Uyên và 9 xã: Hố Mít, Mường Khoa, Nậm Cần, Nậm Sỏ, Pắc Ta, Phúc Khoa, Tà Mít, Thân Thuộc, Trung Đồng |
| 8                                                                       | Huyện Than Uyên                                                         | Thị trấn Than Uyên và 11 xã: Hua Nà, Khoen On, Mường Cang, Mường Kim, Mường Mít, Mường Than, Pha Mu, Phúc Than, Ta Gia, Tà Hừa, Tà Mung |
| Tổng cộng                                                               | 08 đơn vị hành chính cấp huyện, gồm 07 huyện và 01 thành phố            | 106 đơn vị hành chính cấp xã, gồm 94 xã, 05 phường và 07 thị trấn |

| Đơn vị hành chính cấp Huyện | Thành phố Lai Châu | Huyện Mường Tè    | Huyện Nậm Nhùn    | Huyện Phong Thổ   | Huyện Sìn Hồ      | Huyện Tam Đường   | Huyện Tân Uyên   | Huyện Than Uyên   |
| --------------------------- | ------------------ | ----------------- | ----------------- | ----------------- | ----------------- | ----------------- | ---------------- | ----------------- |
| Diện tích (km²)             | 92,37              | 2.679,34          | 1.388,08          | 1.034,6           | 1.526,96          | 662,92            | 903,27           | 796,80            |
| Dân số (người)              | 52. 557            | 49.070            | 30.700            | 73.210            | 81.360            | 52.470            | 52.340           | 70.600            |
| Mật độ dân số (người/km²)   | 465                | 17                | 22                | 72                | 53                | 79                | 58               | 88                |
| Số đơn vị hành chính        | 5 phường, 2 xã     | 1 thị trấn, 13 xã | 1 thị trấn, 10 xã | 1 thị trấn, 16 xã | 1 thị trấn, 21 xã | 1 thị trấn, 12 xã | 1 thị trấn, 9 xã | 1 thị trấn, 11 xã |
| Năm thành lập               | 2013               | 1945              | 2012              | 1945              | 1945              | 2002              | 2008             | 1945              |

## Giai đoạn 2025 - nay

### Năm 2025: Nghị quyết số 203/2025/QH15
- Nghị quyết số 203/2025/QH15[32] ngày 16 tháng 6 năm 2025 của Quốc hội về việc sửa đổi, bổ sung một số điều của Hiến pháp nước Cộng hòa Xã hội chủ nghĩa Việt Nam:

1. Kết thúc hoạt động của các đơn vị hành chính cấp huyện trong cả nước từ ngày 01 tháng 7 năm 2025.

### Năm 2025: Nghị quyết số 1670/NQ-UBTVQH15
- Nghị quyết số 1670/NQ-UBTVQH15[33] ngày 16 tháng 6 năm 2025 của Ủy ban Thường vụ Quốc hội về việc sắp xếp các đơn vị hành chính cấp xã của tỉnh Lai Châu năm 2025:
- Tỉnh Lai Châu

1. Sắp xếp toàn bộ diện tích tự nhiên, quy mô dân số của các xã Tà Mung, Tà Hừa, Pha Mu và Mường Kim thành xã mới có tên gọi là xã Mường Kim.
2. Sắp xếp toàn bộ diện tích tự nhiên, quy mô dân số của xã Ta Gia và xã Khoen On thành xã mới có tên gọi là xã Khoen On.
3. Sắp xếp toàn bộ diện tích tự nhiên, quy mô dân số của thị trấn Than Uyên và các xã Mường Than, Hua Nà, Mường Cang thành xã mới có tên gọi là xã Than Uyên.
4. Sắp xếp toàn bộ diện tích tự nhiên, quy mô dân số của xã Phúc Than và xã Mường Mít thành xã mới có tên gọi là xã Mường Than.
5. Sắp xếp toàn bộ diện tích tự nhiên, quy mô dân số của xã Hố Mít và xã Pắc Ta thành xã mới có tên gọi là xã Pắc Ta.
6. Sắp xếp toàn bộ diện tích tự nhiên, quy mô dân số của xã Tà Mít và xã Nậm Sỏ thành xã mới có tên gọi là xã Nậm Sỏ.
7. Sắp xếp toàn bộ diện tích tự nhiên, quy mô dân số của thị trấn Tân Uyên và các xã Trung Đồng, Thân Thuộc, Nậm Cần thành xã mới có tên gọi là xã Tân Uyên.
8. Sắp xếp toàn bộ diện tích tự nhiên, quy mô dân số của xã Phúc Khoa và xã Mường Khoa thành xã mới có tên gọi là xã Mường Khoa.
9. Sắp xếp toàn bộ diện tích tự nhiên, quy mô dân số củaxã Nà Tăm và xã Bản Bo thành xã mới có tên gọi là xã Bản Bo.
10. Sắp xếp toàn bộ diện tích tự nhiên, quy mô dân số của thị trấn Tam Đường, xã Sơn Bình và xã Bình Lư thành xã mới có tên gọi là xã Bình Lư.
11. Sắp xếp toàn bộ diện tích tự nhiên, quy mô dân số của các xã Giang Ma, Hồ Thầu và Tả Lèng thành xã mới có tên gọi là xã Tả Lèng.
12. Sắp xếp toàn bộ diện tích tự nhiên, quy mô dân số của xã Bản Hon và xã Khun Há thành xã mới có tên gọi là xã Khun Há.
13. Sắp xếp toàn bộ diện tích tự nhiên, quy mô dân số của các xã Nậm Xe, Thèn Sin và Sin Suối Hồ thành xã mới có tên gọi là xã Sin Suối Hồ.
14. Sắp xếp toàn bộ diện tích tự nhiên, quy mô dân số của thị trấn Phong Thổ và các xã Huổi Luông, Ma Li Pho, Mường So thành xã mới có tên gọi là xã Phong Thổ.
15. Sắp xếp toàn bộ diện tích tự nhiên, quy mô dân số của các xã Tung Qua Lìn, Mù Sang và Dào San thành xã mới có tên gọi là xã Dào San.
16. Sắp xếp toàn bộ diện tích tự nhiên, quy mô dân số của các xã Vàng Ma Chải, Mồ Sì San, Pa Vây Sử và Sì Lở Lầu thành xã mới có tên gọi là xã Sì Lở Lầu.
17. Sắp xếp toàn bộ diện tích tự nhiên, quy mô dân số của các xã Hoang Thèn, Bản Lang và Khổng Lào thành xã mới có tên gọi là xã Khổng Lào.
18. Sắp xếp toàn bộ diện tích tự nhiên, quy mô dân số của các xã Làng Mô, Tả Ngảo và Tủa Sín Chải thành xã mới có tên gọi là xã Tủa Sín Chải.
19. Sắp xếp toàn bộ diện tích tự nhiên, quy mô dân số của thị trấn Sìn Hồ và các xã Sà Dề Phìn, Phăng Sô Lin, Tả Phìn thành xã mới có tên gọi là xã Sìn Hồ.
20. Sắp xếp toàn bộ diện tích tự nhiên, quy mô dân số của các xã Phìn Hồ, Ma Quai và Hồng Thu thành xã mới có tên gọi là xã Hồng Thu.
21. Sắp xếp toàn bộ diện tích tự nhiên, quy mô dân số của các xã Lùng Thàng, Nậm Cha và Nậm Tăm thành xã mới có tên gọi là xã Nậm Tăm.
22. Sắp xếp toàn bộ diện tích tự nhiên, quy mô dân số của các xã Pa Khóa, Noong Hẻo và Pu Sam Cáp thành xã mới có tên gọi là xã Pu Sam Cáp.
23. Sắp xếp toàn bộ diện tích tự nhiên, quy mô dân số của xã Nậm Hăn và xã Nậm Cuổi thành xã mới có tên gọi là xã Nậm Cuổi.
24. Sắp xếp toàn bộ diện tích tự nhiên, quy mô dân số của xã Căn Co và xã Nậm Mạ thành xã mới có tên gọi là xã Nậm Mạ.
25. Sắp xếp toàn bộ diện tích tự nhiên, quy mô dân số của các xã Nậm Pì, Pú Đao, Chăn Nưa và Lê Lợi thành xã mới có tên gọi là xã Lê Lợi.
26. Sắp xếp toàn bộ diện tích tự nhiên, quy mô dân số của thị trấn Nậm Nhùn, xã Nậm Manh và xã Nậm Hàng thành xã mới có tên gọi là xã Nậm Hàng.
27. Sắp xếp toàn bộ diện tích tự nhiên, quy mô dân số của xã Nậm Chà và xã Mường Mô thành xã mới có tên gọi là xã Mường Mô.
28. Sắp xếp toàn bộ diện tích tự nhiên, quy mô dân số của xã Vàng San và xã Hua Bum thành xã mới có tên gọi là xã Hua Bum.
29. Sắp xếp toàn bộ diện tích tự nhiên, quy mô dân số của các xã Nậm Ban, Trung Chải và Pa Tần thành xã mới có tên gọi là xã Pa Tần.
30. Sắp xếp toàn bộ diện tích tự nhiên, quy mô dân số của xã Pa Vệ Sủ và xã Bum Nưa thành xã mới có tên gọi là xã Bum Nưa.
31. Sắp xếp toàn bộ diện tích tự nhiên, quy mô dân số của thị trấn Mường Tè, xã Can Hồ và xã Bum Tở thành xã mới có tên gọi là xã Bum Tở.
32. Sắp xếp toàn bộ diện tích tự nhiên, quy mô dân số của xã Nậm Khao và xã Mường Tè thành xã mới có tên gọi là xã Mường Tè.
33. Sắp xếp toàn bộ diện tích tự nhiên, quy mô dân số của xã Ka Lăng và xã Thu Lũm thành xã mới có tên gọi là xã Thu Lũm.
34. Sắp xếp toàn bộ diện tích tự nhiên, quy mô dân số của xã Tá Bạ và xã Pa Ủ thành xã mới có tên gọi là xã Pa Ủ.
35. Sắp xếp toàn bộ diện tích tự nhiên, quy mô dân số của phường Tân Phong, phường Đông Phong và các xã San Thàng, Nùng Nàng, Bản Giang thành phường mới có tên gọi là phường Tân Phong.
36. Sắp xếp toàn bộ diện tích tự nhiên, quy mô dân số của các phường Đoàn Kết, Quyết Tiến, Quyết Thắng, xã Lản Nhì Thàng và xã Sùng Phài thành phường mới có tên gọi là phường Đoàn Kết.
37. Sau khi sắp xếp, tỉnh Lai Châu có 38 đơn vị hành chính cấp xã, gồm 36 xã và 02 phường; trong đó có 34 xã và 02 phường hình thành sau sắp xếp và 02 xã không thực hiện sắp xếp là xã Mù Cả, xã Tà Tổng.